# Stosunek płciowy

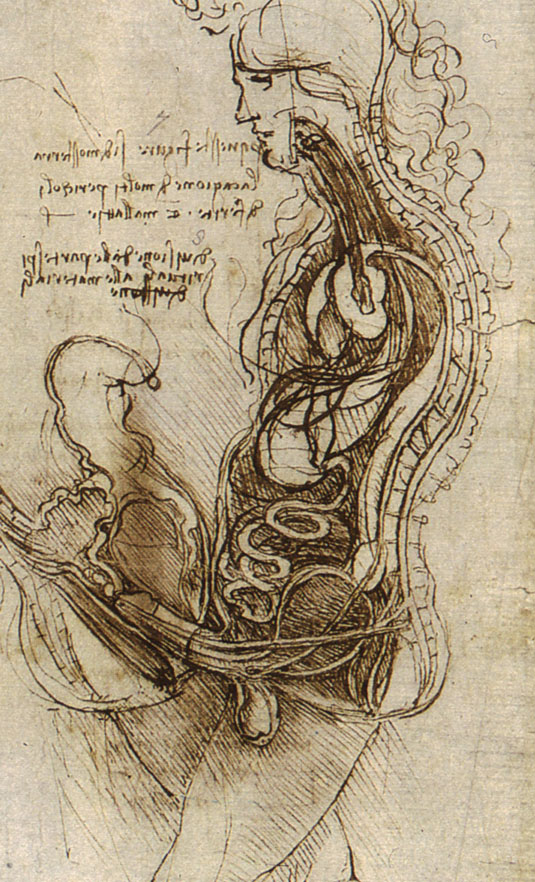
Stosunek płciowy, widok w przekroju (Leonardo da Vinci, 1492)

Stosunek płciowy, stosunek seksualny, kopulacja (łac. copulatio) – zbliżenie dwóch osobników w celu prokreacyjnym lub dla osiągnięcia przyjemności, podczas którego prącie w stanie wzwodu wprowadzane jest do pochwy. Stosunek płciowy prowadzi zazwyczaj do zaplemnienia, umożliwiając zapłodnienie. W odniesieniu do ludzi stosowane są również określenia: współżycie płciowe i współżycie seksualne.

## Psychofizjologia stosunku seksualnego

### Stosunek płciowy jako forma kontaktów seksualnych
Stosunek płciowy jest częścią szerszej kategorii – kontaktów płciowych, które obejmują dwie zasadnicze grupy czynności seksualnych:
- czynności przedkopulacyjne, obejmujące zwłaszcza grę wstępną, w tym pieszczoty stref erogennych;
- czynności kopulacyjne, obejmujące: wprowadzenie penisa do pochwy (immisio penis) oraz kopulację, polegającą na wykonywaniu ruchów frykcyjnych i prowadzącą zwykle do orgazmu i wytrysku nasienia (co u mężczyzny ma zazwyczaj miejsce niemal równocześnie).

### Fazy stosunku seksualnego
Reakcje seksualne u mężczyzn i kobiet zachodzące w czasie stosunku można umownie podzielić na cztery zasadnicze fazy, przy czym u obu płci fazy te przebiegają w sposób nieco odmienny.
- pożądanie i pobudzenie seksualne poprzez bodźce zmysłowe i wyobrażeniowe (fantazje) prowadzą do podniecenia. U mężczyzn dochodzi w niej m.in. do wzwodu członka i uniesienia jąder, natomiast u kobiet zazwyczaj występuje m.in. nabrzmienie okolicy sromowej oraz zwilżenie pochwy (lubricatio);
- faza plateau, w której rośnie przekrwienie narządów płciowych, a podniecenie utrzymuje się mniej więcej na stałym poziomie;
- faza orgazmu; dochodzi wówczas do dalszego wzrostu podniecenia, skurczów mięśni pochwy i macicy u kobiet, a u mężczyzn do skurczów mięśni, wyrzucających nasienie z pęcherzyków nasiennych oraz wydzielinę z gruczołu prostaty do światła cewki moczowej, czyli do ejakulacji;
- faza odprężenia, w której ustępuje napięcie mięśniowe oraz przekrwienie narządów płciowych i stref erogennych.

### Cykl reakcji seksualnych podczas stosunku u kobiety
Cykl reakcji seksualnych u kobiety w czasie stosunku tradycyjnie opisywany jest według modelu, którego schemat zamieszczono powyżej.

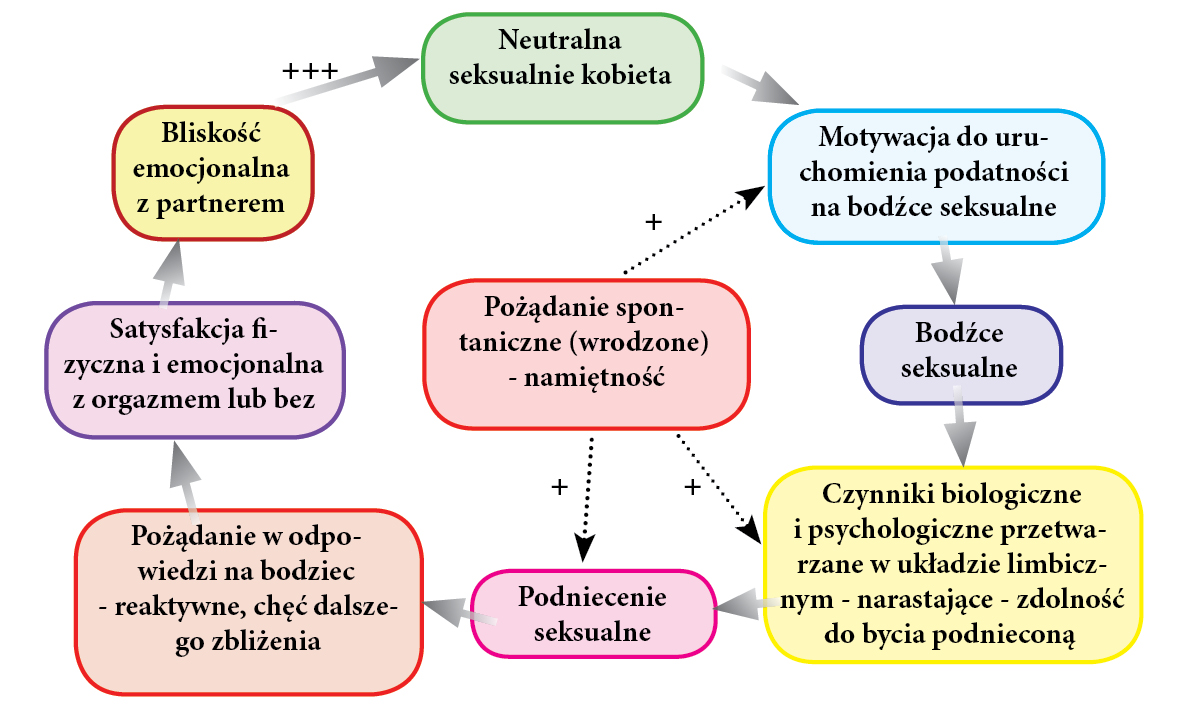
Model reakcji seksualnych kobiety według R. Basson

Jednak Rosemary Basson z Uniwersytetu Kolumbii Brytyjskiej w Vancouver (Kanada) skonstruowała w 2001 roku nowy model reakcji seksualnych kobiety. Według niej pożądanie jest bardzo rzadko przyczyną aktywności seksualnej kobiet. Najczęściej ich motywacja jest pozaseksualna i ma podłoże psychologiczne. Głównymi motywami ich zachowań są: potrzeba czułości i wyrażenia uczuć wobec partnera, chęć wzmocnienia więzi z partnerem, potrzeba uznania własnej atrakcyjności. Dopiero tak motywowana kobieta otwiera się na stymulację seksualną, a jeśli taka stymulacja następuje, kobieta uzyskuje zdolność do wzbudzania u siebie podniecenia. Jeśli pobudzenie seksualne nie pojawia się samoczynnie, to może być wywołane poprzez odpowiednią dalszą stymulację, dlatego też autorka nazywa je pożądaniem reaktywnym, a więc odpowiadającym na bodziec. U niektórych kobiet, wedle prof. Basson, w środkowej fazie cyklu miesiączkowego lub przy dłuższej abstynencji seksualnej, a czasem zupełnie bez powodu pojawia się coś w rodzaju „głodu seksualnego”, nasilenia potrzeb seksualnych, co autorka nazywa pożądaniem spontanicznym albo wrodzonym. Ma ono podłoże biologiczne, w głównej mierze hormonalne i może modyfikować zwykły przebieg całego cyklu reakcji seksualnych. W szczególności chodzi tu o modyfikowanie podatności na bodźce seksualne oraz modyfikowanie intensywności i szybkości pobudzania.
Do podobnych wniosków, analizując to z ewolucyjnego punktu widzenia, dochodzi Jerzy A. Kowalski. Proponuje on dokonać odróżnienia u kobiet pradawnej, pierwotnej receptywności seksualnej „rujowej” od nowego rodzaju receptywności, receptywności rozszerzonej, dodatkowej, „pozarujowej”. Ta pierwsza stanowi podstawę samoczynnej pobudliwości seksualnej, w znacznym stopniu niezależnej od stymulacji bodźcowej z otoczenia; w przypadku zaistnienia stosunku seksualnego kobieta może osiągać wtedy bardzo szybko stan najwyższego podniecenia. Ta druga stanowi podstawę pobudliwości, która musi być dopiero wywołana niejako „na życzenie”, za pośrednictwem specjalnej stymulacji. U kobiet występują więc właściwie dwa wzorce pobudzenia seksualnego: wzorzec owulacyjny oraz wzorzec pozaowulacyjny.

### Czas trwania
Stosunek płciowy u ludzi cechuje też duża rozpiętość w zakresie czasu jego trwania.
Może on trwać od poniżej minuty do ponad kilku godzin, przy czym nie stwierdzono żadnej istotnej korelacji między czasem trwania stosunku i satysfakcją z niego dla obojga partnerów.

### Pozycje

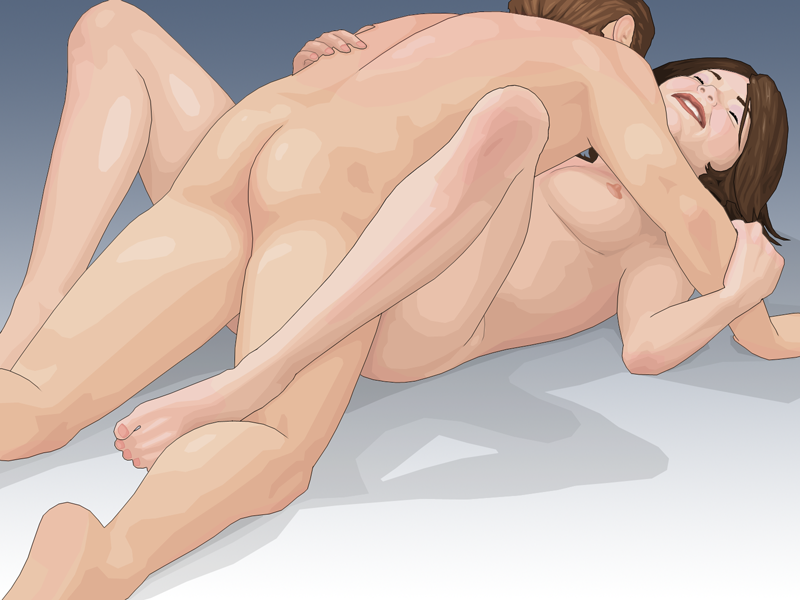
Pozycja misjonarska (klasyczna).

Ludzie uprawiają stosunki płciowe w kilkuset rozmaitych pozycjach. Według światowych statystyk  najczęściej wykorzystywane pozycje w parach heteroseksualnych to:
- pozycja klasyczna, w której mężczyzna leży na kobiecie skierowanej twarzą w jego stronę. W pozycji tej uprawia stosunki seksualne ok. 60% par.
- druga najbardziej popularna pozycja to taka, w której oboje partnerzy leżą na boku, a kobieta jest skierowana plecami do mężczyzny (ok. 30% par). Jest to pozycja szczególnie popularna u osób otyłych, które ze względów biologicznych i fizycznych, nie są w stanie przyjmować pozycji klasycznej.
- do innych popularnych pozycji należą takie, gdzie kobieta klęczy lub opiera się o coś, nachylona górną częścią ciała, a mężczyzna klęczy lub stoi za nią,
- oraz pozycja na jeźdźca, gdzie kobieta siedzi na leżącym partnerze.

## Stosunek płciowy a homoseksualizm

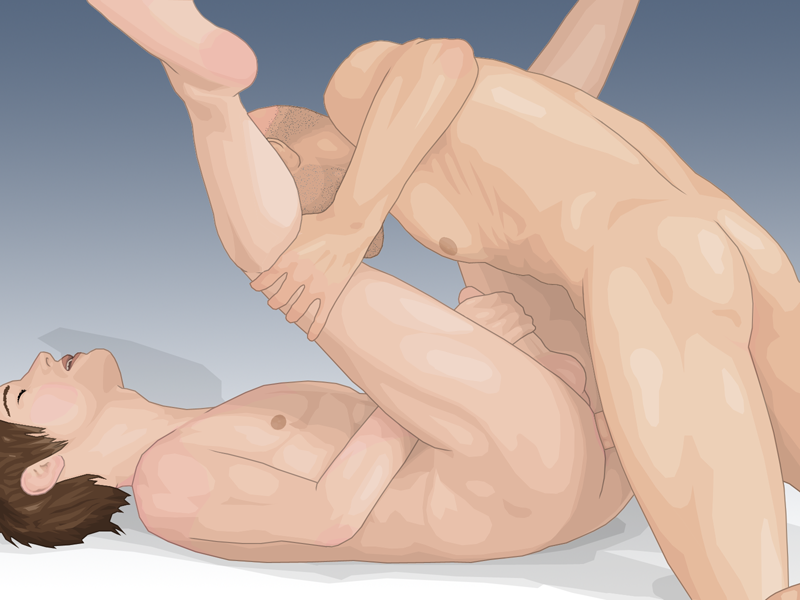
Ilustracja stosunku płciowego gejów (masturbacja i stosunek analny)

Stosunek płciowy w odniesieniu do dwóch osób tej samej płci w relacji homoseksualnej nie ma cech reprodukcyjnych, ponieważ nie prowadząc do zaplemnienia nie daje również szansy na zapłodnienie. Dlatego stosunek płciowy pomiędzy osobami w relacji homoseksualnej należy raczej rozumieć jako płciowe zjednoczenie dwóch osób z wykorzystaniem narządów płciowych przynajmniej jednej z nich. Ten rodzaj relacji dwóch osób umożliwia im osiągnięcie orgazmu bądź innej przyjemności np. z doznań możliwych podczas innych form współżycia płciowego.

## Inne formy współżycia płciowego
U ludzi spotykane są także inne formy współżycia płciowego, np.:
- fisting – penetracja pochwy lub odbytu (fisting analny) za pomocą ręki partnera lub własnej (masturbacja)
- pompoir – pobudzaniu prącia mężczyzny wyłącznie skurczami mięśni pochwy
- seks oralny – stymulacja miejsc erogennych partnerki lub partnera za pomocą warg ust lub języka
- seks analny – stymulacja odbytnicy partnerki lub partnera
- seks bez penetracji – współżycie seksualne bez wprowadzenia prącia do pochwy, ust lub odbytu

Wymienione powyżej inne formy współżycia płciowego mogą czasem występować łącznie, w zależności od indywidualnych upodobań partnera/partnerki, zwykle w celu urozmaicenia i zwiększenia osiąganej przyjemności i satysfakcji seksualnej.
Stosunki analne i oralne były w przeszłości uznawane za zaburzenie preferencji seksualnych. Współcześnie, z medycznego punktu widzenia, tego rodzaju zachowanie seksualne uznawane jest za metodę urozmaicenia współżycia płciowego. Jednak należy przy tym pamiętać, że szczególnie w przypadku stosunków doodbytniczych (analnych), istnieje podwyższone ryzyko zakażenia oraz istotne ryzyko uszkodzenia nabłonka odbytnicy. Innych form współżycia seksualnego nie akceptuje wiele religii.

## Ujęcie ogólnobiologiczne
Jednym z zasadniczych biologicznych celów stosunku płciowego jest prokreacja, prowadząca do powstania nowego osobnika potomnego. Jednak nie każdy stosunek płciowy powoduje zapłodnienie i nie zawsze podejmuje się go w celu prokreacyjnym. Stosunki seksualne podejmowane są też dla wzmocnienia więzi emocjonalnej lub dla przyjemności.
W przypadku ludzi statystyki pokazują, że w państwach uprzemysłowionych średnio zaledwie jeden stosunek na 300 prowadzi do zapłodnienia (zobacz: antykoncepcja). Również u wielu zwierząt (np. goryle i szympansy) obserwuje się niekiedy kopulacje, których celem nie jest prokreacja.
U różnych gatunków przebieg kopulacji jest różny – uwarunkowany między innymi wymogami środowiska, właściwościami dziedzicznymi czy budową narządów płciowych.
- sekwencja zdarzeń w prokreacji:

stosunek płciowy → zapłodnienie → ciąża → poród → połóg
- równolegle przebiega rozwój nowego osobnika:

komórka jajowa + plemnik → zygota → zarodek → płód → noworodek